# Phaecasiophora attica
Phaecasiophora attica es una especie de polilla perteneciente al género Phaecasiophora, categorizada en la tribu Olethreutini, de la subfamilia Olethreutinae.

## Distribución
Se distribuye por Asia: en India, en el estado de Assam (Khasi Hills).

## Taxonomía
Fue descrita por Meyrick en 1907. La especie se encuentra registrada y publicada en Journal of the Bombay Natural History Society 18: 137.